# 埃蒂格科芬
埃蒂格科芬是瑞士的城鎮，位於該國北部，由索洛圖恩州負責管轄，面積2.05平方公里，海拔高度610米，2012年人口172，八成半人口信奉基督教，人口密度每平方公里84人。